# John Powell (jésuite)
Pour les articles homonymes, voir John Powell et Powell.
John Joseph Powell, né le 22 septembre 1925 à Chicago (États-Unis) et décédé le 24 septembre 2009 à Clarkston, Michigan (États-Unis) est un prêtre jésuite américain, psychothérapeute et écrivain de renom. 

## Biographie
Powell reçoit son éducation primaire à l’école municipale 'John B. Murphy' de Chicago. Ses études secondaires terminées à la Loyola Academy de Chicago (Juin 1943) il entre au noviciat des Jésuites (de Milford, dans l'Ohio) en août de la même année. À partir de l’automne 1947, il fait trois ans d’études philosophiques et après un temps de ‘régence apostolique’, il suit le cours de théologie préparatoire au sacerdoce. Powell est ordonné prêtre en 1956. 
La carrière de Powell se passe dans l’enseignement universitaire: à l’université de l’Ouest (1961-1965), à la ‘Bellarmine School of Theology’ de l’université Loyola de Chicago (1965-1968) et d’autres départements de la même université jésuite (1968-2001). Il enseigne surtout la théologie et la psychologie, et est invité à enseigner dans de nombreux séminaires. Mais il se fait une réputation surtout comme psychothérapeute. 
Partisan d’un ‘catholicisme humaniste’ il écrit des ouvrages et donne des retraites spirituelles promouvant un catholicisme psychologiquement décontracté, sortant de l’atmosphère culpabilisante de l’époque précédant le concile Vatican II. Ses écrits, tournés vers le grand public, ont un grand succès de librairie, surtout en anglais et italien. Ils sont disponibles en une douzaine de langues. Son ‘Why am I afraid to tell you who I am ?’ (1975) a un succès phénoménal : plus de 2.500.000 exemplaires sont vendus. 
John Powell quitte l’enseignement en 1995, mais continue à écrire et donner des conférences. Une rétinite  pigmentaire, diagnostiquée depuis longtemps, s’aggrave rapidement avec l’âge. Il deviendra bientôt aveugle. D’autres problèmes - à l’ouïe, et la hanche - font que, en 2000, il se retire dans une maison de soins jésuite (Clarkston, Michigan) où il meurt le 24 septembre 2009.

## Écrits
- Why Am I Afraid to Tell You Who I Am? (1975)
- Why Am I Afraid to Love?
- The Secret of Staying in Love  (ISBN 978-0913592298)
- Unconditional love
- Fully human, fully alive: A new life through a new vision  (ISBN 0-88347-321-6)
- He Touched Me - My Pilgrimage of Prayer  (ISBN 978-0913592472)
- Will the Real Me Please Stand Up?: 25 Guidelines for Good Communication  (ISBN 978-1-55924-283-7)
- A Reason to Live! A Reason to Die!  (ISBN 978-0-913592-61-8)
- Abortion, the Silent Holocaust (1981)  (ISBN 978-0-89505-063-2)
- Happiness is an inside Job (1989)  (ISBN 1-55924-005-9)